# Armina cordellensis
Armina cordellensis är en snäckart som beskrevs av Terrence M. Gosliner och Wilhelm Julius Behrens 1996. Armina cordellensis ingår i släktet Armina och familjen Arminidae. Inga underarter finns listade i Catalogue of Life.